# Río Khan
El río Khan es un río efímero (esto es, que sólo fluye durante cierta temporada), el cual cruza la región de Erongo, en el centro de Namibia. 

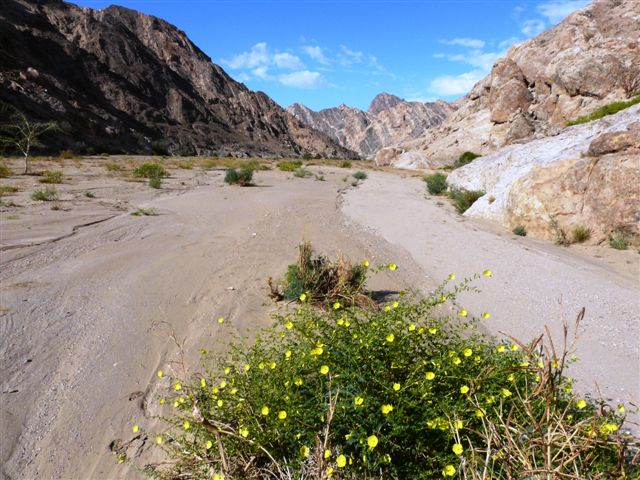
El río Khan en una época de afluencia baja

## Características geográficas
Es el principal afluente del río Swakop  y sólo ocasionalmente transporta agua superficial durante la temporada de lluvias de noviembre a febrero/marzo. La zona destinada al uso humano del Khan, incluidos sus afluentes Slang y Etiro, se extiende por 8400 kilómetros cuadrados (3243,2 mi²). 
El Khan nace cerca del asentamiento de Otjisemba, al noroeste de Okahandja. Desde allí, el curso del río fluye hacia el oeste hasta la ciudad de Usakos, y más adelante en dirección suroeste a través del desierto del Namib. Tiene su confluencia con el río Swakop 40 kilómetros al este de Swakopmund. 

## Relevancia turística
Es una atracción turística popular debido a la proliferación de ciertas especies idóneas para el avistamiento de parte de aficionados, tales como el antílope saltarrocas,  avestruces y chacales.